# Vulcan (jeu vidéo)
Pour les articles homonymes, voir Vulcan.
Vulcan est un jeu vidéo de type wargame créé par R.T. Smith et publié par Cases Computer Simulations en 1986 sur ZX Spectrum et Amstrad CPC, puis porté sur Amiga, Atari ST et IBM PC. Le jeu simule la campagne de Tunisie de la Seconde Guerre mondiale, entre novembre 1942 et mai 1943. Il utilise le même système de jeu que ses prédécesseurs, Arnhem: The Market-Garden Operation et Desert Rats, du même auteur. Par rapport à ces derniers, il couvre cependant une région bien plus grande et prend en compte le soutien aérien reçu par les troupes au sol. Il peut se jouer seul contre l’ordinateur, qui peut contrôler chacun des deux camps, ou contre un autre joueur.

## Système de jeu
Vulcan est un wargame qui simule, au niveau opérationnel, la campagne de Tunisie de la Seconde Guerre mondiale. Le jeu propose cinq scénarios. Les quatre premiers simulent notamment la tentative de prise de Tunis par les Alliés en novembre et décembre 1942, la bataille de Kasserine en février 1943 et l’opération Vulcan en avril et mai 1943 alors que le dernier couvre la totalité de la campagne de Tunisie entre novembre 1942 et mai 1943. Le jeu peut se jouer à deux ou seul contre l’ordinateur qui peut commander soit les troupes allemandes, soit les troupes britanniques. Certaines versions du jeu incluent par ailleurs cinq options qui permettent de modifier le contexte historique du jeu en prenant par exemple comme hypothèse que Malte est contrôlé par les allemands, que l’aéroport de Bône est occupé par les troupes allemandes, que Erwin Rommel se contente de défendre la Libye ou que les colonies française restent neutres dans le conflit.

## Accueil
| Vulcan         |      |       |
| Média          | Pays | Notes |
| ACE            | GB   | 93 %< |
| Amiga Format   | GB   | 83 %  |
| Computer Gamer | GB   | 83 %  |
| Crash          | GB   | 94 %  |
| Gen4           | FR   | 35 %  |
| Sinclair User  | GB   | 5/5   |
| Your Sinclair  | GB   | 7/10  |

En 1988, Vulcan est notamment élu meilleur wargame de l’année 1987 par les lecteurs du magazine Crash.